# Paweł Iwanowicz Sapieha
Pour les articles homonymes, voir Paweł Sapieha et Maison Sapieha.
Paweł Iwanowicz Sapieha, né vers 1490 et mort en 1579, membre de la famille Sapieha, voïvode de Podlachie (1556) et de Nowogródek (1558)

## Biographie
Paweł Iwanowicz est le fils de Iwan Semenowicz Sapieha

## Mariages et descendance
En 1525, Paweł Iwanowicz Sapieha épouse Elena Holszańska-Dubrowicka, fille de Juri Dubrovitsky et de Maria Sanguszko. Ils ont pour enfants:
- Mikołaj (?-1599)
- Bohdan (?-1593)
- Andrzej (1539-1621)
- Wasylisa
- Regina

## Sources
- (lt) Cet article est partiellement ou en totalité issu de l’article de Wikipédia en lituanien intitulé « Povilas Ivanovičius Sapiega » (voir la liste des auteurs).

- (pl) Cet article est partiellement ou en totalité issu de l’article de Wikipédia en polonais intitulé « Paweł Iwanowicz Sapieha » (voir la liste des auteurs).